# Freija
Freija ist eine professionelle finnische Folk-Band.

## Werdegang
Die Band wurde im Jahr 2005 gegründet. Seither haben sie zahlreiche Konzerte auf Festivals, in Clubs und in Konzerthallen in ganz Finnland gegeben und mehrere Alben veröffentlicht.
Freija interpretieren sowohl traditionelle Volkslieder wie auch eigene Kompositionen. Des Weiteren werden traditionelle Texte neu vertont oder zu bekannten Melodien neue Texte geschrieben. Besonderes Merkmal der Musik von Freija ist ihr mehrstimmiger Gesang.
Neben Folk-Musik für Erwachsene haben Freija ein eigenes Programm mit Folk-Musik für Kinder erarbeitet. Dieses wurde auf eigenen CDs und Büchern sowie als Beiträge auf speziellen Kompilationen veröffentlicht.

## Diskografie (Auswahl)
- 2006: Lempilauluja
- 2007: Kiekkumaralla (Buch + CD, für Kinder)
- 2011: SydänJuurilla
- 2015: Liki